# Conseil tribal
Un conseil tribal est un gouvernement amérindien ou un regroupement de bandes indiennes au Canada et aux États-Unis. Un conseil tribal est généralement formé selon la région, l'ethnie ou la langue commune aux bandes qui le forment.

## Annexe